# Synapturichthys kleinii
Synapturichthys kleinii es una especie de pez de la familia Soleidae en el orden de los Pleuronectiformes.

## Morfología
Pueden alcanzar los 40 cm de longitud total.

## Distribución geográfica
Se encuentra desde las  costas del Mediterráneo hasta Sudáfrica.